# Aldol
Pour l’article ayant un titre homophone, voir Haldol.

Structure générale d'un aldol. Lorsque R^{3} est un atome d'hydrogène, c'est un aldol ou β-hydroxyaldéhyde, sinon c'est un cétol ou β-hydroxycétone.

Les aldols (contraction de aldéhyde et alcool) sont la sous-famille des composés carbonylés (aldéhydes et cétones)  qui possèdent une fonction alcool sur le carbone en β de la fonction carbonyle. Historiquement, on réservait le terme « aldol » aux β-hydroxyaldéhydes, et on appelait les β-hydroxycétones « cétols », mais de nos jours, le terme aldol est généralement  utilisé pour les deux types de composés.
Les aldols sont obtenus par aldolisation (ou cétolisation) des aldéhydes et cétones, c'est-à-dire la condensation de deux composés carbonylés dits « énolisables » (aldéhydes ou cétones possédant un hydrogène β).
Parmi les céto-alcools, les β-cétols résultant de la dimérisation de cétones énolisables sont les plus importants, notamment le diacétone alcool issu de l'acétone : (CH3)2COH–CH2–CO–CH3, intermédiaire de la synthèse de deux solvants industriels : la méthylisobutylcétone et le méthylisobutylcarbinol. Les aldols et les cétols participent ensuite à de nombreuses réactions chimiques telles que la crotonisation, qui est une réaction de déshydratation ; le produit de cette réaction réagit avec les organomagnésiens, les organocuprates et les organolithiens.
Les aldols peuvent subir une réaction spécifique de déshydratation produisant un composé carbonylé α,β-insaturé. La réaction globale de condensation des deux composés carbonylés, puis de la déshydratation de l'aldol résultant est appelée crotonisation ou condensation aldolique.

## Historique
La réaction d'aldolisation fut découverte en 1872 par le chimiste français Charles Adolphe Wurtz. Il donna le nom d'aldol (aldéhyde-alcool) au 3-hydroxybutanal, composé résultant de la dimérisation de l'acétaldéhyde.
Alexandre Borodine est aussi crédité de la découverte de la réaction d'aldolisation. En 1872, Borodin annonce à la Société de chimie russe la découverte d'un sous-produit de réactions d'aldéhydes, avec des propriétés similaires à celles des alcools. Il nota la similarité de ce composé avec ceux déjà décrits par Wurtz dans des publications de la même année.